# الدوري الإسباني الدرجة الثانية 1985–86
دوري الدرجة الثانية الإسباني 1985–86 (بالإسبانية: Segunda División de España 1985-86)‏ هو الموسم 55 من دوري الدرجة الثانية الإسباني. أشرف على تنظيمه الاتحاد الملكي الإسباني لكرة القدم، وكان عدد الأندية المشاركة فيه 20، وفاز فيه ريال مورسيا.